# Marslakó a mostohám
A Marslakó a mostohám (eredeti cím: My Stepmother is an Alien) 1988-ban bemutatott amerikai sci-fi filmvígjáték Richard Benjamin rendezésében. A film zenéjét Alan Silvestri szerezte. A főbb szerepekben Kim Basinger, Dan Aykroyd, Jon Lovitz és Alyson Hannigan látható.  
Az Amerikai Egyesült Államokban 1988. december 9-én került mozikba a Columbia Pictures forgalmazásában. Magyarországon 1990. július 5-én mutatta be az InterCom Zrt.. Új magyar szinkronnal 2000. június 25-én a TV2-n sugározták a televízióban.
A film bevételi szempontból bukásnak bizonyult, és a kritikusok is negatívan értékelték.

## Cselekmény
Steven Mills megözvegyült tudós, a rádióhullámok mélyűrbe küldésének különböző módozatain dolgozik. Miután kiküld egy rádióhullámot a galaxisból, az véletlenül eltalál egy bolygót (koszinusz N a nyolcadikon), ami azon a bolygón gravitációs zavart okoz. 
Celestét elküldik azzal a feladattal, hogy vizsgálja meg, ki és milyen eszközökkel tehette ezt meg – mivel bolygó lakói úgy vélik, ez egy szándékos támadás volt ellenük. Celeste segítségére van egy Táska nevű eszköz: egy csáp, egyetlen szemmel és saját elmével, amely tervezői táskának van álcázva. Táska képes bármilyen tárgyat, akár gyémántokat vagy ruhákat szinte azonnal létrehozni. 
Celeste megérkezik egy partira, amelyet Steven bátyja, Ron rendez. Azonnal felhívja magára a figyelmet azzal, hogy rég elavult utalásokat tesz tévéműsorokra és politikai szlogenekre (olyan információk alapján, amelyeknek 92 évükbe telt a Földről eljutni az ő világába), tévesen aktuálisnak gondolva ezeket. Kis híján leleplezi magát mint földönkívülit, amikor olyan egyszerű feladatokkal küzd, mint a főzés és az első csók. Hazamegy Stevennel, és nála tölti az éjszakát (miután Táska megtanítja neki, mi az a szex, amit nagyon élvez). 
Jessie, Steven 13 éves lánya először örül apja boldogságának (édesanyja ugyanis öt évvel korábban meghalt), de gyanakodni kezd, amikor Celeste elektromos elemeket szopogat, és puszta kézzel veszi ki a tojást a forró vízből. A lány azonban nem tudja meggyőzni elragadtatott apját, valami szokatlan van Celestében. Amikor Celeste közli vele, hogy 24 órán belül el kell utaznia, a férfi hirtelen házassági ajánlatot tesz, amit a lány elfogad. Ronnak is vannak kétségei Celestével kapcsolatban: megpróbálja lebeszélni Stevent a házasságról, arra hivatkozva, a lány illegális bevándorló vagy ipari kém. Később bevallja, csak féltékeny a fivérére, aki megtalálta álmai nőjét, míg ő soha nem fog olyan lányt találni, mint Stefánia monacói hercegnő.
Celeste kezdi élvezni az emberi életet, amikor olyan új élményekkel találkozik, mint a tüsszentés és a szerelem. Amikor Jessie végül szembesíti őt azzal, hogy földönkívüli, Celeste bevallja, az otthoni világában nincsenek érzelmek, és azt tervezi, azonnal távozik, amint Steven újra megalkotja és elküldi a rádiójelet (ami szerinte megfordítaná a gravitációs problémákat a világán). Azonban elkezdi megkérdőjelezni a saját döntését, amikor Jessie azt mondja, ez nagyon lesújtaná az apját, aki iránt Celeste mostanra érzéseket kezd táplálni. Miután Jessie vitatkozik Stevennel, elszalad, és majdnem elüti egy autó, de Celeste megmenti, felfedve ezzel emberfeletti képességeit. 
Steven elfogadja Celeste földönkívüli voltát, aki így is beleszeretett, és Jessie-t már a saját lányának tekinti. A férfi még jobban segít neki beilleszkedni az emberi társadalomba, megmutatva neki, hogyan kell igazi ételeket enni.
Steven rájön, hogyan lehet újraalkotni a rádióhullámot, és ezzel megmenti Celeste bolygóját. Táska viszont a bolygó elpusztításának feladatával érkezett a Földre, így szüntetve meg a Celeste világát fenyegető veszélyt. Miután Táskát a hullámadó energiamezőjébe dobják (ezzel elpusztítva azt), Celeste szülővilágának vezetői jelentkeznek, és arra utasítják a lányt, fejezze be Táska munkáját. Steven és Celeste sikeresen meggyőzi őket, hogy az incidens csupán egy véletlen baleset volt, nem pedig szándékos agresszió, és a Földnek számos előnye van, amit tovább kell tanulmányozni. Ők elfogadják a magyarázatot, de követelik Celeste hazatérését és beszámolóját az emberi kultúráról. Mivel nem akar elmenni, Celeste tárgyalni kezd arról, hogy inkább egy földi születésű ember legyen nagykövet az otthoni világában, a jóakarat jeleként. Ront választják ki, és ő elfogadja a megbízást. Celeste világába indul egy olyan űrhajón, amelyen több utaskísérő szolgál – és mindannyian úgy néznek ki, mint Stefánia monacói hercegnő.

## Szereplők
| Szerep                        | Színész         | Magyar hang        | Magyar hang        |
| Szerep                        | Színész         | 1. változat (1990) | 2. változat (2000) |
| ----------------------------- | --------------- | ------------------ | ------------------ |
| Steven Mills, tudós           | Dan Aykroyd     | Szakácsi Sándor    | Kerekes József     |
| Celeste Martin / földönkívüli | Kim Basinger    | Bánsági Ildikó     | Udvaros Dorottya   |
| Ron Mills, Steven bátyja      | Jon Lovitz      | Márton András      | Forgács Gábor      |
| Jessie Mills, Steven lánya    | Alyson Hannigan | Somlai Edina       | Mánya Zsófi        |
| Lucas Budlong                 | Joseph Maher    | Szabó Ottó         |                    |
| Fred Glass                    | Seth Green      | Minárovits Péter   |                    |
| Grady                         | Wesley Mann     | Verebély Iván      |                    |
| Tanácsvezető                  | Tony Jay        | Képessy József     |                    |
| Parancsnok-helyettes          | Peter Bromilow  | Bodor Tibor        |                    |
| Pénztáros                     | Nina Henderson  | Kiss Erika         |                    |
| Dr. Morosini                  | Adrian Sparks   |                    |                    |
| Lexie                         | Juliette Lewis  |                    |                    |
| A táska (hangja)              | Ann Prentiss    | Mikó István        | Andresz Kati       |
| Carl Sagan (hangja)           | Harry Shearer   | Szokolay Ottó      |                    |

## Fordítás
- Ez a szócikk részben vagy egészben  a   My Stepmother Is an Alien című angol Wikipédia-szócikk ezen változatának fordításán alapul.  Az eredeti cikk szerkesztőit annak laptörténete sorolja fel. Ez a jelzés csupán a megfogalmazás eredetét és a szerzői jogokat jelzi, nem szolgál a cikkben szereplő információk forrásmegjelöléseként.